# Stojnik (Sopot)
Stojnik (Servisch cyrillisch Стојник) is een plaats in de Servische gemeente Sopot. De plaats telt 642 inwoners (2002).